# Ерлвил (Њујорк)
Ерлвил (енгл. Earlville) град је у америчкој савезној држави Њујорк.

## Демографија
По попису из 2010. године број становника је 872, што је 81 (10,2%) становника више него 2000. године.
| Група             | 2000.       | 2010.       |
| Белци             | 777 (98,2%) | 844 (96,8%) |
| Афроамериканци    | 0 (0,0%)    | 5 (0,6%)    |
| Азијати           | 2 (0,3%)    | 0 (0,0%)    |
| Хиспаноамериканци | 6 (0,8%)    | 13 (1,5%)   |
| Укупно            | 791         | 872         |